# أوليفير دي كوك
أوليفير دي كوك (9 نوفمبر 1975 في بلجيكا - ) هو لاعب كرة قدم بلجيكي في مركز الدفاع. شارك مع منتخب بلجيكا تحت 21 سنة لكرة القدم ومنتخب بلجيكا لكرة القدم. أما مع النوادي، فقد لعب مع أوستينده وروت فايس أوبرهاوزن وفورتونا دوسلدورف ونادي كلوب بروج وK.S.V. Roeselare ‏.

## روابط خارجية
- أوليفير دي كوك على موقع الاتحاد البلجيكي (الإنجليزية)
- أوليفير دي كوك على موقع قاعدة بيانات كرة القدم.إي يو (الإنجليزية)
- أوليفير دي كوك على موقع بيانات كرة القدم. دي إي (الألمانية)
- أوليفير دي كوك على موقع ناشيونال فوتبول تيمز (الإنجليزية)
- أوليفير دي كوك على موقع عالم كرة القدم.نت (الإنجليزية)